# Longroy
Longroy is een gemeente in het Franse departement Seine-Maritime (regio Normandië) en telt 625 inwoners (2004). De plaats maakt deel uit van het arrondissement Dieppe.

## Geografie
De oppervlakte van Longroy bedraagt 5,3 km², de bevolkingsdichtheid is 117,9 inwoners per km².

## Verkeer en vervoer
In de gemeente ligt spoorwegstation Longroy-Gamaches.
De onderstaande kaart toont de ligging van Longroy met de belangrijkste infrastructuur en aangrenzende gemeenten.

## Demografie
Onderstaande figuur toont het verloop van het inwonertal (bron: INSEE-tellingen).